# Kris Kristofferson

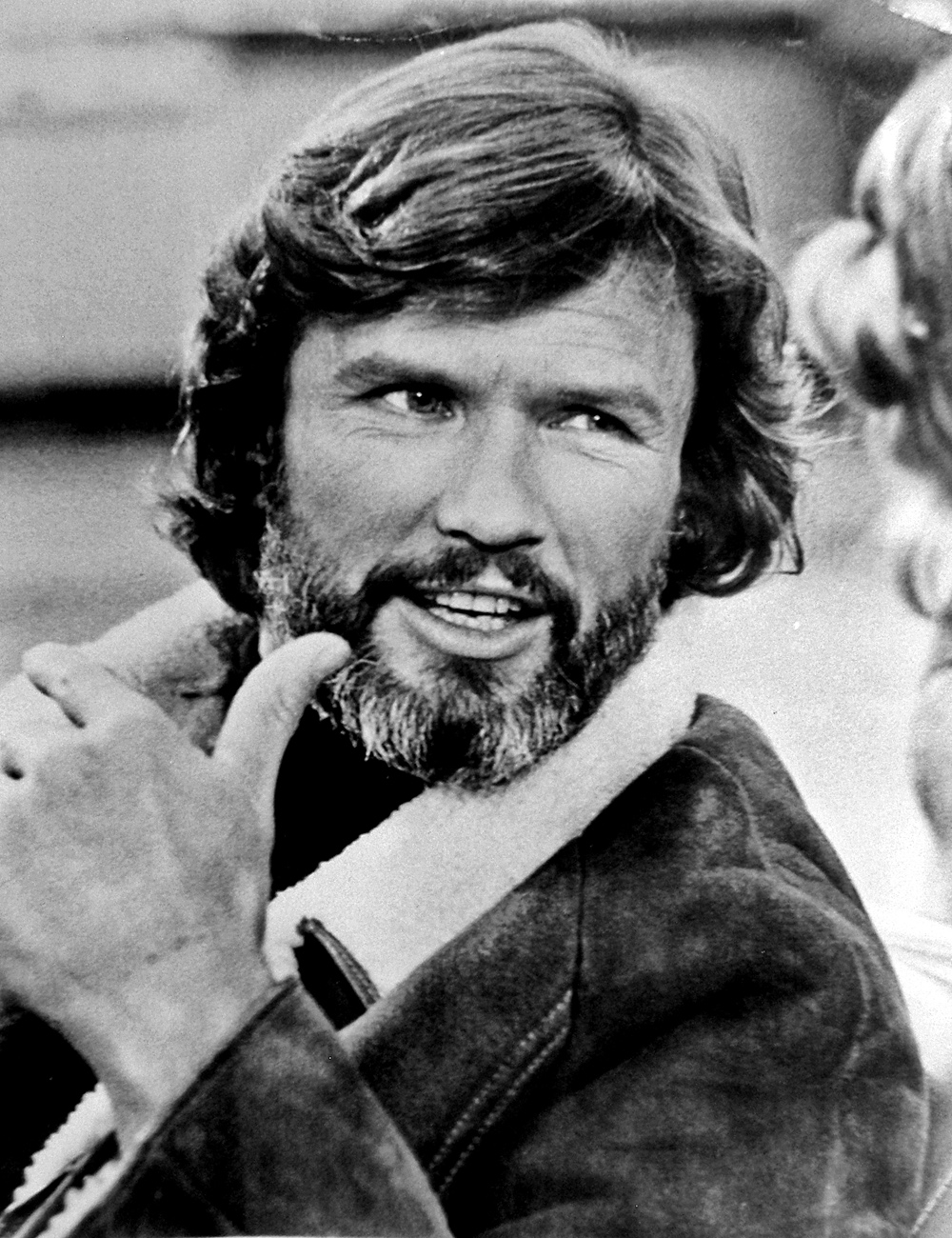
Kris Kristofferson în 1978

Kris Kristofferson (născut Kristoffer Kristian Kristofferson; n. 22 iunie 1936, Brownsville⁠(d), Texas, SUA – d. 28 septembrie 2024, Hana⁠(d), Comitatul Maui, Hawaii, SUA) a fost un cântăreț și actor american. Printre cele mai cunoscute filme ale sale se numără Ultimul film (1971), Cisko Pike (1972), Pat Garrett și Billy the Kid, Alice nu mai locuiește aici (1974), S-a născut o stea, Convoi și Tărâmul făgăduinței (1980).
În domeniul muzicii a compus și interpretat numeroase cântece country pline de succes precum Me and Bobby McGee, Help Me Make It Through the Night și Sunday Morning Coming Down, toate hit-uri la acea vreme. În 1985 a format cu Waylon Jennings, Willie Nelson și Johnny Cash supergrupul The Highwaymen.

## Biografie
Fiu al unui general american de aviație, a studiat la Pomona College din California, apoi la Universitatea Oxford (mai precis la Merton College), unde a demonstrat o mare abilitate la subiecte literare, dorind să devină scriitor. În studenție a început însă să „scrie” căntece. Angajat de impresarul lui Tommy Steele, a folosit un timp pseudonimul „Kris Carson”.
După obținerea diplomei la Oxford, secția limbă engleză, Kristofferson pleacă în Germania Federală unde cântă prin cluburi, continuând să compună melodii. La sfatul unui prieten al său, rudă cu un compozitor și editor din Nashville, trimite câteva cântece pentru a fi publicate. La întoarcerea în Statele Unite se oprește să vadă impresiile editorului despre muzica sa, după care plecă la West Point unde trebuie să-și ia în primire postul de profesor de englezâ. Îl cunoaște aici pe Johnny Cash, o întâlnire ce a însemnat mult pentru Kristofferson, deoarece s-a hotărât a se dedica de acum înainte îin exclusivitate, activității de compozitor și cântăreț. În 1965 se mută la Nashville unde obține un contract profesional la casa „Columbia”, începând de la bază ca om de serviciu, apoi devine instalator, pilot de elicoptere dar tot acest timp continuă perseverent să scrie cântece. 
De asemenea, a lucrat ca pilot comercial de elicopter pentru firma din sud la Louisiana Petroleum Helicopters International (PHI), cu sediul în Lafayette, Louisiana. Kristofferson își amintește de zilele sale ca pilot astfel: „Asta a fost cam în ultimii trei ani înainte să încep să cânt și înainte ca oamenii să înceapă să-mi prelucreze melodiile. Lucram o săptămână aici (în sudul Louisianei) pentru PHI, stând pe o platformă petrolieră și zburând pe elicoptere. Apoi mă întorceam la Nashville la sfârșitul săptămânii și petreceam o săptămână acolo încercând să lansez melodiile, apoi mă întorceam pentru încă o săptămână și scriam melodii. Îmi amintesc „Help Me Make It Through the Noapte" l-am scris stând pe o platformă petrolieră. Am scris „Bobby McGee” aici jos, și multe altele.”
Datorită faptului că era lipsit de mijloace materiale, era pe punctul de a se angaja în construcții, când a fost invitat de cântărețul-compozitor de muzică country Roger Miller în California pentru a-și înregistra una din propriile compoziții intitulată Me and Bobby McGee. Compozițiile lui Kristofferson erau foarte solicitate. Ray Price („For the Good Times”), Gladys Knight & The Pips („Help Me Make It Through The Night”), Waylon Jennings („The Taker”), Bobby Bare („Come Sundown”), Johnny Cash („Sunday Morning Coming Down”) și Sammi Smith („Help Me Make It Through the Night”) au înregistrat versiuni de succes ale pieselor sale la începutul anilor 1970.
Kristofferson a semnat un contract cu Monument Records ca artist de înregistrări. Albumul său de debut pentru Monument în 1970 intitulat Kristofferson, a inclus câteva cântece noi, precum și multe dintre hiturile sale anterioare. Vânzările au fost slabe, deși acest album de debut avea să devină un succes în anul următor după ce a fost relansat sub titlul Me & Bobby McGee.
În 1971, Janis Joplin, care se întâlnise cu Kristofferson, a avut un hit numărul unu cu „Me and Bobby McGee” de pe albumul ei postum Pearl. A rămas pe primul loc în topuri timp de mai multe săptămâni.
Kristofferson și-a lansat cel de-al doilea album, „The Silver Tongued Devil and I”, în 1971. Acesta includea „Lovin’ Her Was Easier (Than Anything I'll Ever Do Again)”. Acest succes a stabilit cariera lui Kristofferson ca artist de înregistrări. 
La scurt timp după aceasta, Kristofferson și-a făcut debutul actoricesc în Ultimul film (regia Dennis Hopper) și a apărut la Festivalul Isle of Wight. Tot în 1971, a jucat în filmul Cisko Pike și a lansat al treilea album, „Border Lord”. De asemenea, a câștigat premiile Grammy în acel an cu numeroase cântece nominalizate, câștigând cântecul country a anului pentru „Help Me Make It Through the Night”.
În 1972, Kristofferson a apărut alături de Rita Coolidge la televiziunea britanică la emisiunea The Old Grey Whistle Test de la BBC, interpretând o versiune intimă fizic a „Help Me Make It Through the Night”.
În următorii câțiva ani, Kristofferson s-a concentrat pe actorie. A apărut în Cisco Pike (1972) alături de Gene Hackman; Blume in Love (1973), regizat de Paul Mazursky; trei filme de Sam Peckinpah: Pat Garrett și Billy the Kid (1973), Vreau capul lui Alfredo Garcia (1974) și Convoi (1978).
A continuat să joace în filmele lui Martin Scorsese, Alice nu mai locuiește aici (1974), Forța binelui (1976) și drama romantică S-a născut o stea (1976) cu Barbra Streisand, pentru care a primit premiul Globul de Aur pentru cel mai bun actor.
Kristofferson a fost distribuit în rolul principal în rolul enigmaticului șerif James Averill în sumbrul și întinsul film anti-western din 1980, a lui Michael Cimino, Tărâmul făgăduinței. În ciuda faptului că era un faliment scandalos de studio și un eșec în schimbarea industriei cinematografice la acea vreme (l-a costat pe Kristofferson statutul său de top A în listele de la Hollywood), filmul a câștigat recunoașterea criticilor în anii următori.
În 1981, a jucat împreună cu Jane Fonda în Joc de interese, regizat de Alan J. Pakula iar în 1986, în The Last Days of Frank and Jesse James cu Johnny Cash. În 1989, a avut rolul principal masculin în filmul Millennium cu Cheryl Ladd. În 1996, el a obținut un rol secundar în rolul lui Charlie Wade, un șerif corupt din sudul Texasului în filmul Lone Star de John Sayles, un film nominalizat la Oscar pentru cel mai bun scenariu.
În 1998, a jucat un rol în filmul Blade, alături de Wesley Snipes, ca mentorul lui Blade, Abraham Whistler. A reluat rolul din Blade II (2002) și din nou în Blade: Trinity (2004). În 1998 a jucat în Dansează cu mine alături de Vanessa Williams și Chayanne. În 2012, Kristofferson a fost în Joyful Noise cu prietena de multă vreme Dolly Parton, iar în 2013 a jucat în The Motel Life precum și în Angels Sing împreună cu Willie Nelson și Lyle Lovett.

## Filmografie selectivă
- 1971 Ultimul film (The Last Movie), regia Dennis Hopper
- 1972 Cisko Pike, regia Bill L. Norton
- 1973 Pat Garrett și Billy the Kid (Pat Garrett and Billy the Kid), regia Sam Peckinpah
- 1974 Alice nu mai locuiește aici (Alice Doesn't Live Here Anymore), regia Martin Scorsese
- 1974 Vreau capul lui Alfredo Garcia (Bring Me the Head of Alfredo Garcia), regia Sam Peckinpah
- 1976 Forța binelui (Vigilante Force), regia George Armitage
- 1976 S-a născut o stea (A Star Is Born), regia Frank Pierson
- 1978 Convoi (Convoy), regia Sam Peckinpah
- 1980 Tărâmul făgăduinței (Heaven's Gate), regia Michael Cimino
- 1981 Joc de interese (Rollover), regia Alan J. Pakula
- 1984 Partitura prieteniei (Songwriter), regia Alan Rudolph
- 1984 Străfulgerarea (Flashpoint), regia William Tannen
- 1985 Trouble In Mind (Trouble In Mind), regia Alan Rudolph
- 1986 Diligența (Stagecoach), regia Ted Post (film TV)
- 1986 The Last Days of Frank and Jesse James, regia William A. Graham (film TV)
- 1988 Viu sau mort (The Tracker), regia John Guillermin (film TV)
- 1989 Bine ai venit (Welcome Home), regia Franklin J. Schaffner
- 1989 Millennium, regia Michael Anderson
- 1990 Dispariție în Caraibe (Night of the Cyclone), regia David Irving
- 1990 Schimbări majore (Original Intent), regia Robert Marcarelli
- 1991 Another Pair of Aces: Three of a Kind, regia Bill Bixby
- 1991 Legământul fraților (Brothers' Destiny), regia Dean Hamilton
- 1992 Fără apărare (No Place to Hide), regia Richard Danus
- 1996 Steua solitară (Lone Star), regia John Sayles
- 1997 Focul din adâncuri (Fire Down Below), regia Félix Enríquez Alcalá
- 1998 Fiica unui soldat nu plânge niciodată (A Soldier's Daughter Never Cries), regia James Ivory
- 1998 Blade, regia Stephen Norrington
- 1998 Dansează cu mine (Dance with Me), regia Randa Haines
- 2001 Planeta maimuțelor (Planet of the Apes), regia Tim Burton
- 2002 Blade II, regia Guillermo del Toro
- 2002 D-Tox, regia Jim Gillespie
- 2004 Blade: Trinity, regia David S. Goyer
- 2005 Cămașa de forță (The Jacket), regia John Maybury
- 2005 A doua șansă (Dreamer: Inspired By a True Story), regia John Gatins
- 2006 Disappearances, regia Jay Craven
- 2006 Fast Food Nation, regia Richard Linklater
- 2008 Lords of the Street, regia Amir Valinia
- 2012 Joyful Noise, regia Todd Graff
- 2013 Midnight Stallion, regia William Dear
- 2017 Hickok, regia Timothy Woodward Jr.
- 2018 Blaze, regia Ethan Hawke

## Discografie selectivă

### Albume de studio
- 1970 Kristofferson (Monument Records), relansat în 1971 cu titlul Me & Bobby McGee
- 1971 The Silver Tongued Devil and I (Monument)
- 1972 Border Lord (Monument)
- 1972 Jesus Was a Capricorn (One Way)
- 1974 Spooky Lady's Sideshow (One Way)
- 1975 Who's to Bless and Who's to Blame (One Way)
- 1976 Surreal Thing (One Way)
- 1978 Easter Island (One Way)
- 1979 Shake Hands with the Devil (One Way)
- 1981 To the Bone (One Way)
- 1986 Repossessed (Mercury)
- 1990 Third World Warrior (Mercury)
- 1995 A Moment of Forever (Buddha)
- 1999 The Austin Sessions (Atlantic)
- 2006 This Old Road (New West)
- 2009 Closer to the Bone (New West)
- 2013 Feeling Mortal (KK Records)
- 2016 The Cedar Creek Sessions (KK Records)

### Albume live
- 1992 Live at the Philharmonic
- 2003 Broken Freedom Song: Live from San Francisco
- 2014 An Evening with Kris Kristofferson: The Pilgrim: Ch 77 – Union Chapel, London

### Colaborări
- 1973 Full Moon cu Rita Coolidge
- 1974 Breakaway cu Rita Coolidge
- 1976 S-a născut o stea film cu Barbra Streisand (Rita Coolidge a jucat un mic role în film)
- 1978 Natural Act cu Rita Coolidge
- 1982 The Winning Hand cu Dolly Parton, Willie Nelson și Brenda Lee
- 1984 Music from Songwriter cu Willie Nelson
- 1985 Highwayman cu Johnny Cash, Waylon Jennings și Willie Nelson
- 1990 Highwayman 2 cu Johnny Cash, Waylon Jennings și Willie Nelson
- 1995 The Road Goes On Forever cu Johnny Cash, Waylon Jennings și Willie Nelson
- 1999 Honky Tonk Heroes cu Willie Nelson, Waylon Jennings și Billy Joe Shaver

### Compilații
- 1977 Songs of Kristofferson
- 2004 The Essential Kris Kristofferson
- 2010 Please Don't Tell Me How the Story Ends: The Publishing Demos
- 2011 Playlist: The Very Best of Kris Kristofferson
- 2016 The Complete Monument & Columbia Album Collection